# التعرض ومنع الاستجابة
التعرض ومنع الاستجابة (بالإنجليزية: Exposure and response prevention)‏ واختصارا (ERP) هي طريقة علاجية يمارسها علماء النفس السلوكيين والمعالجين بالعلاج المعرفي السلوكي لعلاج مجموعة متنوعة من اضطرابات القلق، وخاصة اضطراب الوسواس القهري والرهاب، ويعتبر التعرض ومنع الاستجابة مثال علي العلاج بالتعرض، وتم تطويره لأول مرة من قبل عالم النفس الإنجليزي فيكتور ماير (Victor Meyer).
تستند طريقة التعرض ومنع الاستجابة على فكرة أن التأثير العلاجي يتحقق بمواجهة المريض لمخاوفة والتوقف عن الاستجابة الهروبية تجاه الخوف ، وكمثال عن كيفية حدوث هذه العملية نتخيل شخص مصاب بالوسواس القهري مثلا يتحقق مرارا وتكرار من مفاتيح الإضائة لضمان أنها في وضع إيقاف التشغيل، حتى عند دخول غرفة مظلمة بشكل واضح، وتعمل الطريقة العلاجية بتعرض الشخص لحزمة من التحفيزات التي يخشاها أو تسبب له القلق (بترك الأضواء مشتعلة)، ورفض الاستجابة بأي نوع من أنواع سلوكيات السلامة (محاولات اطفاء النور).
يختلف التعرض ومنع الاستجابة عن العلاج بالتعرض للرهاب في أن القرار أو التصميم علي الامتناع عن استجابة الهروب يستمر في جميع الأوقات وليس فقط أثناء ممارسة الجلسات العلاجية، وبالتالي، فإن المريض لا يجرب فقط التعود علي المثيرات المخيفة، ولكنه أيضا يمارس استجابة سلوكية غير متوافقة مع الخوف، وفي حين أن هذا النوع من العلاج عادة ما يسبب بعض القلق على المدى القصير، إلا أنه يسهل التقليل من أعراض الوسواس القهري علي المدي الطويل.
تشير النتائج الأخيرة إلي أن التعرض ومنع الاستجابة يمكن تنفيذه على نحو فعال مع الحد الأدنى من الاتصال وجها لوجه بين المعالج والمريض، كما تشير نتائج دراسة أجريت عام 2008 إلى أن التناول المتزامن للسيكلوسيرين يحسن بشكل كبير فعالية التعرض ومنع الاستجابة ، إلا أن دراسات أخرى أشارت إلى أن سيكلوسيرين ليس له تأثير، وتشير دراسة أخرى أجريت في عام 2014 في كلية الطب بجامعة ولاية كارولينا الجنوبية أن فعالية التعرض ومنع الاستجابة قد تتعزز من خلال التحفيز المغناطيسي عبر الجمجمة للمنطقة الحركية قبل التكميلية وذلك قبل جلسات العلاج، ويجري استكشاف العلاجات المركبة والتي يمكنها أن تعوض القصور في أسلوب التعرض ومنع الاستجابة ويبدو الأمر واعدا للغاية.

## منظمات
التعرض ومنع الاستجابة هي تقنية في العلاج السلوكي، ويوجد العديد من المنظمات للمعالجين السلوكيين في جميع أنحاء العالم، وتقدم الرابطة العالمية لتحليل السلوك شهادة في العلاج السلوكي، وتختبر الامتحانات مدي معرفتهم بهذه التقنية.
جمعية العلاج السلوكي المعرفي هي أكبر منظمة في العالم مكرسة لنشر العلاجات السلوكية، بالإضافة إلى ذلك، مؤسسة اضطراب الوسواس القهري الدولية والتي تقدم تدريب واعتراف بالتدريب في التعرض ومنع الاستجابة لعلاج اضطراب الوسواس القهري.

## اقرأأيضا
- Stop Obsessing, by Foa, Edna
- إسحاق ماركس (1981) Cure and Care of Neuroses John Wiley & Sons Inc, ISBN 0-471-08808-0
- إسحاق ماركس. (1997) Behaviour therapy for obsessive-compulsive disorder: a decade of progress. Can J Psychiatry. Dec;42(10):1021-7.
- Lovell K, Cox D, Haddock G, Jones C, Raines D, Garvey R, Roberts C, Hadley S. (2006) Telephone administered cognitive behaviour therapy for treatment of obsessive compulsive disorder: randomised controlled non-inferiority trial. BMJ. Oct 28;333(7574):883
- Abramowitz, J et al., (2011) Exposure therapy for anxiety: Principles and practice [1]